# Kateřina Havlíčková
Kateřina Havlíčková (nacida Kateřina Hošková, 5 de enero de 1985) es una deportista checa que compite en piragüismo en la modalidad de eslalon.
Ganó siete medallas en el Campeonato Mundial de Piragüismo en Eslalon entre los años 2011 y 2019, y seis medallas en el Campeonato Europeo de Piragüismo en Eslalon entre los años 2014 y 2019.

## Palmarés internacional
| Campeonato Mundial | Campeonato Mundial             | Campeonato Mundial | Campeonato Mundial |
| Año                | Lugar                          | Medalla            | Competición        |
| ------------------ | ------------------------------ | ------------------ | ------------------ |
| 2011               | Bratislava (Eslovaquia)        | Medalla de oro     | C1 individual      |
| 2013               | Praga (República Checa)        | Medalla de plata   | C1 por equipos     |
| 2014               | Deep Creek (Estados Unidos)    | Medalla de oro     | C1 por equipos     |
| 2015               | Londres (Reino Unido)          | Medalla de plata   | C1 individual      |
| 2015               | Londres (Reino Unido)          | Medalla de plata   | C1 por equipos     |
| 2018               | Río de Janeiro (Brasil)        | Medalla de plata   | C1 por equipos     |
| 2019               | Seo de Urgel (España)          | Medalla de bronce  | C1 por equipos     |
| Campeonato Europeo |                                |                    |                    |
| Año                | Lugar                          | Medalla            | Competición        |
| 2014               | Viena (Austria)                | Medalla de bronce  | C1 individual      |
| 2014               | Viena (Austria)                | Medalla de bronce  | C1 por equipos     |
| 2015               | Markkleeberg (Alemania)        | Medalla de plata   | C1 por equipos     |
| 2016               | Liptovský Mikuláš (Eslovaquia) | Medalla de plata   | C1 individual      |
| 2016               | Liptovský Mikuláš (Eslovaquia) | Medalla de plata   | C1 por equipos     |
| 2019               | Pau (Francia)                  | Medalla de bronce  | C1 por equipos     |